# Књижевна награда „Политикиног Забавника”
Књижевна награда „Политикиног Забавника” је награда за најбоље књижевно дело за младе, објављено у претходној години. Награда се додељује од 1979. године.

## Историјат
Награду је установила Редакција листа „Политикин Забавник” 1979. године, за дела први пут објављена у периоду од 1. јануара до 31. децембра претходне године.
За Награду могу да конкуришу дела свих књижевних родова. Награда се састоји од Дипломе и новчаног износа, а свечано уручење приређује се 25. јануара, на Дан „Политике”.
Награда се додељивала за цео југословенски књижевни простор, а награђено дело требало је да, уз естетске вредности, има и „хуманистичку оријентацију, да негује, јача и развија патриотизам и братство и јединство наших народа и народности”. Књиге на језицима националних мањина нису биле награђене али, према списку добитника, јасно се до 1990. види тенденција да се наизменично Награда додељује књигама које су објављене у Загребу и Београду. Релевантност Награде потврђује и то што многи од награђених писаца и дела чине данашњи канон књижевности да младе.
Тренутни Жири ради у саставу: академик Александар Костић (председник), др Ирена Шпадијер, професорка Филолошког факултета у Београду, Петар Арбутина, извршни директор Службеног гласника, Милорад Милинковић, филмски редитељ, и Петар Милатовић, заменик главног и одговорног уредника „Политикиног Забавника”.

## Добитници

### Од 1979. до 1990.
- 1979 — 
  - Гроздана Олујић, за књигу Седефна ружа и друге бајке, Младост, Загреб 1979.
  - Енес Кишевић, за књигу Мачак у траперицама, Школска књига, Загреб 1979.
- 1980 — Анто Станчић, за књигу Галебово гнездо, Нолит, Београд 1980.
- 1981 — Љубиша Ђокић, за књигу Позоришне бајке, ИП „Вук Караџић”, Београд 1981.
- 1982 — Јоже Хорват, за књигу Операција стонога, Младост, Загреб 1982.
- 1983 — Милован Витезовић, за књигу Шешир професора Косте Вујића, ИП „Вук Караџић”, Београд 1983.
- 1984 — Павао Павличић, за књигу Тројица у трњу, Младост, Загреб 1984.
- 1985 — Градимир Стојковић, за књигу Хајдук у Београду, ИП „Вук Караџић”, Београд 1985.
- 1986 — Палма Каталинић, за књигу Ања воли Петра, Младост, Загреб 1986.
- 1987 — Владимир Стојшин, за књигу Шампион кроз прозор, Просвета, Београд 1987.
- 1988 — Дамир Милош, за књигу Бијели клаун, Младост, Загреб 1988.
- 1989 — Петар Пајић, за књигу Машта свих Гавриловића, ИП „Вук Караџић”, Београд 1989.
- 1990 — Бранко В. Радичевић, за књигу Приче о животињама, ИП „Веселин Маслеша”, Сарајево 1990.

### Од 1991. до 2000.
- 1991 — Вук Церовић, за књигу Храбри дјечак Дроњо, Нолит, Београд 1991.
- 1992 — Слободан Станишић, за књигу Танго за троје, Просвета, Београд 1992.
- 1993 — Драган Лакићевић, за књигу Мач кнеза Стефана, БИГЗ, Београд 1993.
- 1994 — Мирјана Стефановић, за књигу Секино сеоце, ИП „Гинко”, Београд 1994.
- 1995 — Борка Живић, за књигу Мрмор и бес, Просвета, Београд 1995.
- 1996 — Миленко Матицки, за књигу Свирка, БМГ, Београд 1996.
- 1997 — Драган Лукић, за књигу Свакодневне песме, Сремпублик, Београд 1997.
- 1998 — 
  - Светлана Велмар Јанковић, за књигу Књига за Марка, Стубови културе, Београд 1998.
  - Весна Алексић, за књигу Ја се зовем Јелена Шуман, Рад, Београд 1998.
- 1999 — Драгомир Ђорђевић, за књигу Сећа ли се ико, Рад, Београд 1999.
- 2000 — Ранко Рисојевић, за књигу Иваново отварање, Задужбина Петар Кочић, Београд – Бања Лука 2000.

### Од 2001. до 2010.
- 2001 — Владимир Андрић, за књигу Пустолов, Пословна јединица истраживања РТС-а, Београд 2001.
- 2002 — Игор Коларов, за књигу Аги и Ема, Љубостиња 2002.
- 2003 — Радивој Богичевић, за књигу У трку за Јеленом, Народна књига, Београд 2003.
- 2004 — Дејан Алексић, за књигу Пустоловине једног зрна кафе, Завод за уџбенике и наставна средства, Београд 2004.
- 2005 — Миодраг Зупанц, за књигу Бајка из буџака, Плато, Београд 2005.
- 2006 — Данијел Илић, за књигу Rex Mundi, ИП „Филип Вишњић”, Београд 2006.
- 2007 — Љубивоје Ршумовић, за књигу Три чвора на трепавици, Тен 2002. доо, Београд 2007.
- 2008 — Мошо Одаловић, за књигу Где је лампино дете, Завод за уџбенике и наставна средства, Београд 2008.
- 2009 — Мина С. Ђуричин и Бранислав С. Огњеновић, за књигу Јагорчевина и друге приче, ауторско издање, Београд 2009.
- 2010 — Миленко Бодирогић, за књигу Прогнана бића, ИК „Орфелин”, Нови Сад 2010.

### Од 2011. до 2020.
- 2011 — Игор Коларов, за књигу Кућа хиљаду маски, ИК „Чекић”, Београд .
- 2012 — Лидији Николић за књигу прича Бувље хваталице, ИК „Чекић”, Београд 2011.
- 2014 — 
  - Симеон Маринковић за књигу Стилске игре, Креативни центар, Београд 2014.
  - Дејан Алексић за књигу Ципела на крају света, Креативни центар, Београд 2014.[2]
- 2015 — Ивана Лукић, за књигу (Не) питај ме како сам, Креативни центар, Београд 2015.
- 2016 — Владислава Војновић, за књигу Аврам, Богдан, воду газе, Службени гласник, Београд 2016.[3]
- 2017 — Јасминка Петровић, за књигу Све је у реду, Креативни центар, Београд 2017.[4]
- 2018 — Стефан Митић, за књигу Ја сам Акико, Лагуна, Београд 2018.[5]
- 2019 — Соња Ћирић, за књигу Нећу да мислим на Праг, Лагуна, Београд 2019.[6]
- 2020 — Александра Јовановић, за књигу Црна птица, Креативни центар, Београд 2020.[7]

### Од 2021. до 2030.
- 2021 — Милка Кнежевић Ивашковић за књигу Таракан, NNK International, Београд 2021.[8]
- 2022 — Оливера Зуловић за књигу „Приручник за солидан живот”[9]